# Phumzile Mlambo-Ngcuka
Phumzile Mlambo-Ngcuka, (Transkei, 3 de noviembre de 1955; pron.: pumzíle lámbo núca) es una política sudafricana que fue vicepresidenta de Sudáfrica desde 2005 hasta 2008. Fue la primera mujer en ocupar el cargo y en ese momento la mujer de más alto rango en la historia de Sudáfrica. 
El 10 de julio de 2013, Mlambo-Ngcuka fue nombrada directora ejecutiva de la Entidad de las Naciones Unidas para la Igualdad de Género y Empoderamiento de las Mujeres (ONU Mujeres) por el secretario general de las Naciones Unidas, Ban Ki-moon.

## Educación
Obtuvo una licenciatura en ciencias sociales y educación en la Universidad Nacional de Lesoto (National University of Lesotho) en 1980, así como un doctorado de la Universidad de Ciudad del Cabo (University of Cape Townen) en 2003, sobre planificación y política educativa. En 2013 fue galardonada con un doctorado de la Universidad de Warwick (University of Warwick) por su trabajo en el uso de tecnologías móviles para apoyar la formación del profesorado en los países de escasos recursos.

### Desarrollo juvenil
De 1981 a 1983 dio clases en KwaZulu-Natal, después de lo cual se trasladó a Ginebra para trabajar con la Asociación Mundial Cristiana Femenina (YWCA), entre 1984 y 1989, como directora de Jóvenes de la organización, donde se abogó por la creación de empleo para los jóvenes dentro el sistema de la ONU y la educación para el desarrollo promovido en África, Asia y Oriente Medio. Durante este tiempo también fundó y dirigió el Programa Internacional de Mujeres Jóvenes. De 1987 a 1989 fue directora de TEAM, una Organización no gubernamental (ONG) de desarrollo en Ciudad del Cabo, y también se involucró con mujeres ocupas e iglesias africanas independientes para promover la autosuficiencia económica y la ejecución de programas de desarrollo de aptitudes. De 1990 a 1992 fue directora de los Servicios Mundiales Universitarios (World University Services), un organismo de financiación, así como participó en la gestión de los fondos donados a organizaciones de desarrollo por las agencias gubernamentales de desarrollo suecas y suizas.

### Miembro del Parlamento
En 1994, Mlambo-Ngcuka se convirtió en un miembro del Parlamento, presidiendo el Comité de Cartera de Servicios Públicos. Fue viceministra en el Ministerio de Comercio e Industria desde 1996 hasta 1999, tiempo durante el cual también fue miembro fundadora de la Corporación de Desarrollo de la Comunidad Guguletu. Desde 1997 fue miembro del comité ejecutivo nacional del Congreso Nacional Africano (ANC), además de ser el vicepresidente provincial de la ANC del Cabo Occidental.
Mlambo-Ngcuka fue Ministra de Minerales y Energía entre junio de 1999 y junio de 2005. Durante este tiempo fue una fuerza impulsora en la política del gobierno de crear la Nueva Orden de Derechos de Minería, que puso fin a un período en que las grandes empresas mineras, que controlaban casi todos los minerales de las reservas de Sudáfrica, podían mantener los derechos mineros concedidos en perpetuidad. La política de Mlambo-Ngucka de "úsalo o piérdelo" creó una situación en la que los derechos de minería llegaron a estar disponibles a un segmento mucho más amplio de la población, incluida mucha gente de color anteriormente desfavorecida. Se desempeñó como ministra interina de Artes, Cultura, Ciencia y Tecnología de febrero a abril de 2004.

### Vicepresidenta

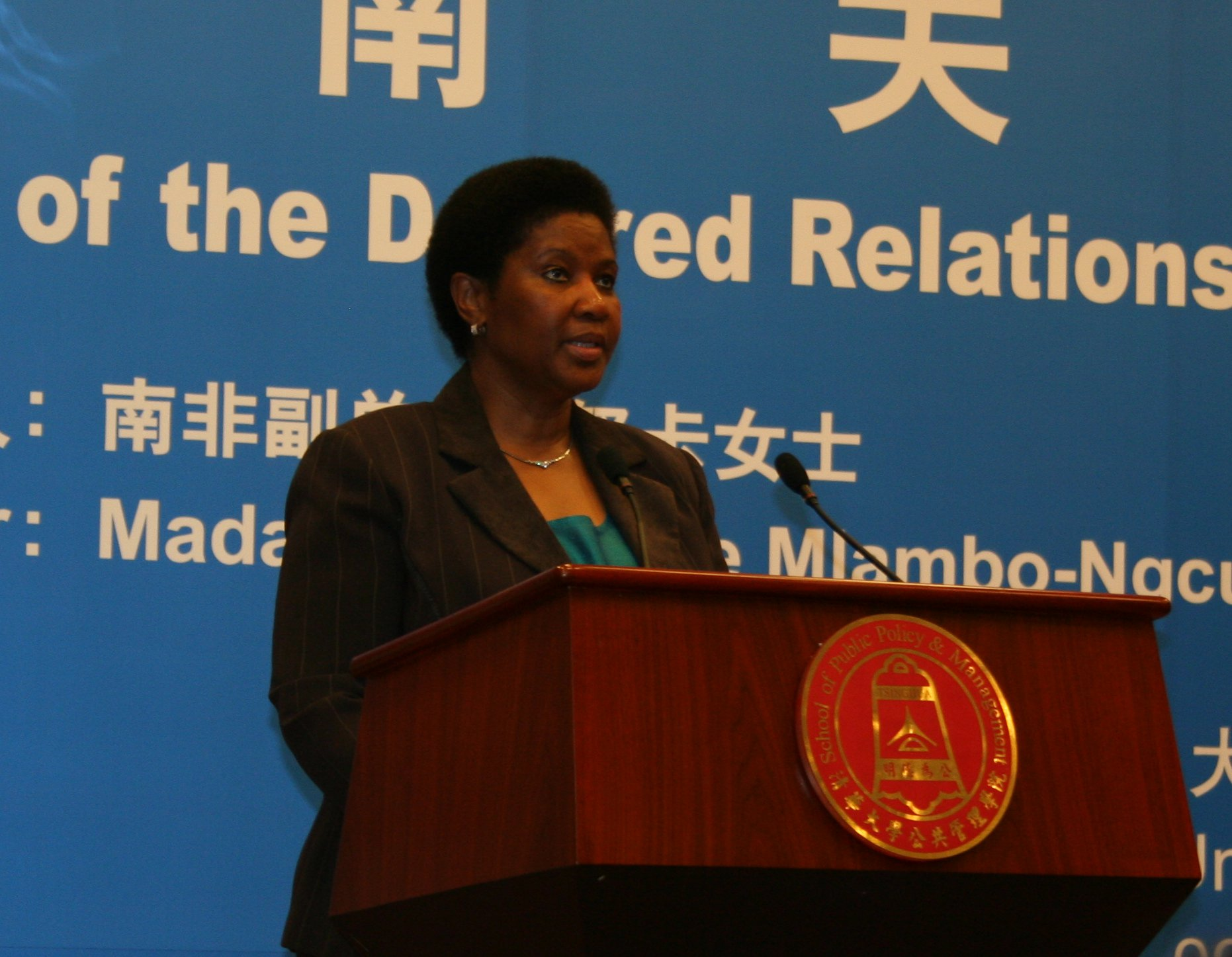
Mlambo-Ngcuka en el 2007

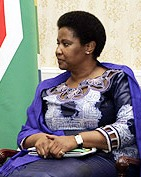
Mlambo-Ngcuka en el 2006

El 22 de junio de 2005, el presidente Thabo Mbeki la nombró como vicepresidenta de Sudáfrica, después de haber relevado a Jacob Zuma del cargo la semana anterior. El esposo de Mlambo-Ngcuka, Bulelani Ngcuka, fue jefe de la Dirección Nacional del Ministerio Público de Sudáfrica en su momento y encargado de la lucha contra el crimen organizado. Fue el NDPP quien determinó que deberían establecerse cargos criminales contra Zuma. La posición mantenida por Zuma era que los cargos en su contra tenían motivaciones políticas. Poco después de su nombramiento fue abucheada por los partidarios de Zuma en un mitin en KwaZulu-Natal, un incidente que no estaba cubierto por la cadena pública, la SABC, que llevó a acusaciones de parcialidad. En agosto de 2005, comentó sobre el lento ritmo del programa de reforma agraria Willing Buyer Willing Seller (Dispuesto Vendedor Dispuesto Comprador) en Sudáfrica, y afirmó que Sudáfrica podría aprender acerca de la reforma agraria de Zimbabue. Este comentario provocó una condena por la oposición parlamentaria.
El presidente Mbeki dimitió en septiembre de 2008 después de que el Comité Ejecutivo Nacional, oponiéndose a la presunta participación de Mbeki en el enjuiciamiento de Jacob Zuma para actividades delictivas, decidiera apartarle. El 23 de septiembre, a raíz de esto, la mayor parte del gabinete de Sudáfrica renunció, Mlambo-Ngcuka entre ellos. Mlambo-Ngcuka se unió al partido político COPE a finales de febrero de 2009.

### Controversias
Durante su periodo como ministra de Minerales y Energía, la empresa paraestatal PetroSa efectuó un pago anticipado de 15 millones de ZAR (aproximadamente 1,5 millones de dólares estadounidenses) a una empresa privada Imvume, que a su vez hizo una donación de 11 millones de ZAR al ANC antes de las elecciones de 2004. Se comprobó que Imvume tenía estrechos vínculos con el ANC. Estos eventos fueron apodados como el escándalo Oilgate por los medios de comunicación de Sudáfrica.
Aunque nunca hubo ninguna evidencia de que Mlambo-Ngcuka estuviera involucrada de ninguna manera, los medios de comunicación sospechaban que hubiera alguna relación. Con el fin de limpiar su nombre, Mlambo-Ngcuka pidió al defensor del Pueblo de Sudáfrica una investigación sobre el tema. El informe posterior la liberó por completo de cualquier responsabilidad. Debido a que el hermano de Mlambo-Ngcuka, Bonga Mlambo, estaba involucrado con Imvume en un proyecto hotelero en aquel momento, fue presuntamente involucrado en el negocio de aceite de Imvume. Estas acusaciones también resultaron ser infundadas.
Mlambo-Ngcuka también se enfrentó otra controversia en enero de 2006 cuando se supo que ella se fue con su familia y un amigo Thuthukile Mazibuko-Skweyiya, en diciembre de 2005, de vacaciones supuestamente pagadas por los impuestos de los contribuyentes por valor de 4 millones de ZAR a los Emiratos Árabes Unidos. Este escándalo fue apodado el Gravy Plane por los medios sudafricanos, y llegó en un momento delicado, ya que el ANC se estaba preparando para luchar en las elecciones locales. Una vez más Mlambo-Ngcuka pidió al defensor del Pueblo una investigación y una vez más fue absuelta de toda culpa. El Defensor del Pueblo encontró que los servicios de seguridad sudafricanos habían decidido que, debido a razones de seguridad, se empleara un avión del gobierno para el viaje y que Mlambo-Ngcuka no había tenido ningún papel en la toma de esta decisión.